# Myo Ko Ko San
Myo Ko Ko San (Mandalay, 1 de septiembre de 1994) es una modelo birmana, activista de los derechos LGBT y titular de un concurso de belleza que fue elegida Miss International Queen Birmania 2014 y representó al país en el Miss International Queen de ese año. El 19 de junio de 2018, ganó el premio ASEAN - LGBT Community Pride Awards 2018.

## Primeros años y educación
Myo Ko Ko San nació el 1 de septiembre de 1994 en la ciudad birmana de Mandalay. Es la segunda hija de tres hermanos, ya que tiene un hermano menor y otro mayor. Sufría disforia de género desde la primera infancia, y comenzó su transición de género a los 15 años, mientras asistía a la escuela. Se operó de reasignación de sexo en Tailandia a los 23 años. Estudió ingeniería civil en la Universidad Tecnológica de Mandalay.

## Carrera

### Miss Rainbow Ribbon 2013
En 2013, compitió en Miss Rainbow Ribbon 2013, un concurso para mujeres transgénero que se celebró el 23 de octubre de 2013 en el Hotel Mandalay por la Red Rainbow Ribbon Myanmar. Tras ganar el certamen, fue elegida para representar a Myanmar en Miss International Queen 2014, el mayor concurso de belleza para mujeres transexuales del mundo.

### Miss International Queen 2014
Representó a Birmania en el concurso Miss International Queen 2014 que se celebró el 7 de noviembre de 2014 en Pattaya (Tailandia), junto con participantes de otras 20 naciones. Fue la primera subcampeona de Talento.

## Detención en virtud del artículo 66 (d)
Myo Ko Ko San fue demandado en virtud del artículo 66 (d) de la ley de telecomunicaciones por la actriz Wutt Hmone Shwe Yi, que presentó una demanda contra Myo por difamación, acusando a Myo de ser el administrador de Cele Small, una página de Facebook que publicaba material supuestamente difamatorio hacia la actriz. Cele Small era una página de Facebook con más de un millón de "likes" que revela información privilegiada sobre la vida privada de los famosos y artistas de Birmania. La policía detuvo a la modelo en el Aeropuerto Internacional de Rangún a su regreso de Bangkok (Tailandia), y fue retenida en la comisaría de Yankin Township el 17 de enero de 2017.
En el tribunal del municipio de Yankin, Myo Ko Ko San negó estar implicada en el grupo de Facebook y cuestionó por qué la policía tenía derecho a detenerla sin pruebas sólidas. Tras cuatro días en la cárcel, Myo Ko Ko San fue puesta en libertad y el caso de difamación contra ella fue declarado espurio, ya que los agentes encargados de la investigación no encontraron pruebas suficientes para apoyar la demanda.

## Activismo LGBT
Myo es un icono de los LGBT de Birmania y una defensora de los derechos LGBT en ese país. Ha aparecido en muchas campañas de activismo por los derechos LGBT. La esperanza de Myo es que pueda ayudar a educar a la gente para que aprenda más sobre los temas LGBT y llevarlos hacia una mayor comprensión.